# 斯特金貝 (密歇根州)
斯特金貝（英語：Sturgeon Bay）是位於美國密歇根州埃米特縣的一個鬼鎮。

## 地理
斯特金貝所處的海拔為高於海平面180米（即591英呎），而該地所採用的時區為UTC-5，即北美东部時區（EST）。同時該地設有夏令時間，為UTC-5調快一小時，即UTC-4（EDT）。